# Мудрий Максим Іванович
Максим Іванович Мудрий (нар. 5 травня 2003) — український професійний футболіст, грає на позиції центрального півзахисника в клубі Нива Т.

## Біографія

### Кар'єра
Дебютував на професійному рівні за «Львів» у програному матчі Кубка України проти полтавської «Ворскли» 30 вересня 2020 року.